# Az Amanda epizódjainak listája
Ez a lap az Amanda című televíziós sorozat epizódjait listázza.

## Évados áttekintés
| Évad | Évad | Chilei epizódok száma | Magyar epizódok száma | Eredeti sugárzás   | Eredeti sugárzás | Magyar sugárzás (TV2) | Magyar sugárzás (TV2) |
| Évad | Évad | Chilei epizódok száma | Magyar epizódok száma | Évadpremier        | Évadfinálé       | Évadpremier           | Évadfinálé            |
| ---- | ---- | --------------------- | --------------------- | ------------------ | ---------------- | --------------------- | --------------------- |
|      | 1.   | 170                   |                       | 2016. november 22. | 2017. július 25. | 2020. január 10.      | TBA                   |

## Epizódok
| Magyar epizód | Magyar premier    | Időtartam |
| --- | ----------------- | --------- |
| 1. | 2020. január 10.  | 68 perc   |
| Amanda 15 év után visszatér a Santa Cruz birtokra, hogy bosszút álljon a családon azért, amit egykoron elkövettek ellene. Luciano éppen feleségül készül venni Josefinát, ám a nő nem olyan makulátlan, mint amilyennek elsőre tűnik...                                                  |                   |           |
| 2. | 2020. január 13.  | 38 perc   |
| Luciano lánya Anita nagyon nehen fogadja el édesapja választottját. Amanda hamar a lány közelébe férkőzik és tanácsokkal látja el. Claudio és szeretője majdnem lelepleződnek a felesége előtt.                                                                                          |                   |           |
| 3. | 2020. január 14.  | 43 perc   |
| Amanda rájön és Claudio és Josefina szeretők, ezért mindent megtesz, hogy leleplezze őket. Bruno-nak nagyon tetszik édesanyja ápolónője és igyekszik minél több időt tölteni a lánnyal, ám őt csak a bosszú érdekli.                                                                     |                   |           |
| 4. | 2020. január 15.  | 41 perc   |
| Amanda és Victor tisztázzák a félreértéseket Luciano előtt. Claudio és Jose között érezhető a feszültség, ami lassan mindenkinek szemet szúr. |                   |           |
| 5. | 2020. január 16.  |           |
| Amanda és Bruno egyre közelebb kerülnek egymáshoz, de látszólag Luciano is kedveli a lányt. Claudioék vacsorát rendeznek, ahol egy nem várt vendég is felbukkan. Amanda egyre inkább közel kerül Anitához.                                                                               |                   |           |
| 6. | 2020. január 17.  |           |
| Luciano megfogadja Amanda tanácsát és beszélgetést kezdeményez Anitával. Claudio és Josefina ismét összemelegednek, de a megbeszélt randevút váratlan vendég zavarja meg. |                   |           |
| 7. | 2020. január 20.  |           |
| Victor és Melissa megkezdik közös életüket egy kis lakásban, Mateo nagyon dühös emiatt. Az egész család számára kiderül hogy Claudio ismét megcsalta Gloriát. |                   |           |
| 8. | 2020. január 21.  |           |
| Bruno és Amanda egyre közelebb kerülnek egymáshoz, ám ez sem Victornak sem Lucianonak nem tetszik. Catalina asszony rosszul lesz fiai jelenlétében egy heves vitát követően. |                   |           |
| 9. | 2020. január 22.  |           |
| Josefina gyanakodni kezd Amandára, hogy ő árulta el Gloriának hogy Claudionak viszonya van. Victor elbizonytalanodik Melissával kapcsolatban. |                   |           |
| 10. | 2020. január 23.  |           |
| Catalina asszony diagnózisa meglepi Amandát, ám a nő kérésére fiai előtt titokban marad. Josefina lebukik Elcira előtt, amikor Amanda dolgai között keresgél. Bruno majdnem elárulja titkukat Lucianonak.                                                                                |                   |           |
| 11. | 2020. január 24.  |           |
| Luciano úgy dönt hogy elmondja az igazat Anitának a származását illetően. Megkéri Amandát hogy legyen a közelben hogyha a lányak szüksége lenne rá, Josefina féltékenységi jelenetet rendez.                                                                                             |                   |           |
| 12. | 2020. január 27.  |           |
| Miután Anita megtudja az igazságot elszökik otthonról és rossz társaságba keveredik. Melissa és Victor szakítanak, ugyanis a férfi még nem felejtette el egykori szerelmét. |                   |           |
| 13. | 2020. január 28.  |           |
| Amanda és Luciano közelebb kerülnek egymáshoz, ám ez is csak a lány tervének a része. Victort nagy szomorúság éri, amikor szeretett kutyája elpusztul. |                   |           |
| 14. | 2020. január 29.  |           |
| Josefina kérdőre vonja Lucianot ám a férfi tagadja az Amandával történteket. Victor gyászolja elhunyt kutyáját és továbbra is azt gyanítja hogy Mateonak köze volt az esethez. |                   |           |
| 15. | 2020. január 30.  |           |
| Luciano és Anita rendezik a kapcsolatukat és a lány végre elolvassa édesanyja neki szánt levelét. Claudio és Josefina titokban ismét találkoznak, ám megjelenik Luciano és majdnem lebuknak előtte.                                                                                      |                   |           |
| 16. | 2020. január 31.  |           |
| Bruno ismét kábítószerhez nyúl, nem tudja feldolgozni amit Amandával tettek évekkel ezelőtt. Váratlanul megjelenik Amanda édesanyja és majdnem tönkreteszi lánya tervét. |                   |           |
| 17. | 2020. február 03. |           |
| Anita szeretné megtalálni szülőanyját és Luciano mindenben a segítségére van. Bruno, édesanyja javaslatára elutazik egy időre hogy helyretegye az érzéseit a múlttal kapcsolatban. |                   |           |
| 18. | 2020. február 04. |           |
| Amanda és Victor kapcsolata beteljesedni látszik, ám egy nem várt vendég megzavarja a köztük kialakult idillt. Celeste és Leo egyre közelebb kerülnek egymáshoz, a lány pedig szeretné újabb szintre emelni a kapcsolatukat.                                                             |                   |           |
| 19. | 2020. február 05. |           |
| Amanda és Victor egy szállodában töltik az éjszakát. Josefina az esküvőt szervezi, ám Luciano eközben más nőről álmodik. Claudio és Gloria kapcsolata tovább romlik, amikor a férfi agresszívan lép fel a válóperesügyvéd ellen.                                                         |                   |           |
| 20. | 2020. február 06. |           |
| Gloria lesz Josefina és Luciano esküvőszervezője, ám Claudio nagyon begurul a hír hallatán. Matheo megtudja hogy édesanyjának súlyos betegsége van. |                   |           |
| 21. | 2020. február 07. |           |
| Catalina állapota egyre romlik, folyamatosan rosszul érzi magát. Luciano megköti a szerződést leendő apósával ám nem is sejti, hogy összeesküdtek ellene. Bruno új eszközt keres, hogy hírt kapjon Amandáról.                                                                            |                   |           |
| 22. | 2020. február 10. |           |
| Amanda rájön Claudio tervére, de nem akadályozza meg benne. Anita megtudja apja titkát, amikor Josefina elszólja magát előtte. |                   |           |
| 23. | 2020. február 11. |           |
| Bruno hazatér az útról és úgy dönt tisztázza Amandával az érzéseit. Melissa titka kiderül nagynénje számára és kérdőre vonja a lányt. Gloria nagyon jól halad az esküvőszervezéssel. |                   |           |
| 24. | 2020. február 12. |           |
| Miután Melissa titka lelepleződik, nagynénje követeli, hogy mondja el az igazságot Victornak. Amanda, szerelme hatására megpróbálja megakadályozni az utalást, amely tönkre teheti a Santa Cruz családot.                                                                                |                   |           |
| 25. | 2020. február 13. |           |
| Az egész családot megrázza a hír, hogy a Santa Cruz család átverés áldozata lett és csődbe mentek. Amanda és Victor között továbbra is konfliktus van, amiért a lány nem lépett közbe amikor kellett volna.                                                                              |                   |           |
| 26. | 2020. február 14. |           |
| Melissa rajta kapja Victort és Amandát, ezért úgy döntenek, hogy ideje felvállalni a kapcsolatukat a nyilvánosság előtt. Mateo nagyon örül a hírnek, hiszen így végre közelebb kerülhet Melissához.                                                                                      |                   |           |
| 27. | 2020. február 17. |           |
| Melissa és Mateo ultrahangvizsgálatra mennek, ahol kiderül, hogy minden rendben a babával, ám Melissa később mégis rosszul lesz és kórházba kerül. Claudio leváltja Lucianot az ügyvezető-igazgatói posztról.                                                                            |                   |           |
| 28. | 2020. február 18. |           |
| Bruno nagyon dühös lesz, amikor megtudja, hogy Amanda és Victor egy pár. Catelina elmondja Lucianonak és Josefinának, hogy súlyos beteg. |                   |           |
| 29. | 2020. február 19. |           |
| Lucianot és Joset nagyon megviseli Catelina betegsége, ezért elhalasztják az esküvőt. Gloria és Claudio ismét kezdenek közel kerülni egymáshoz, ám ekkor váratlan vendég érkezik a nő lakásába.                                                                                          |                   |           |
| 30. | 2020. február 20. |           |
| Amanda megpróbálja rendezni a viszonyát Brunoval, ám a békülés nem sikerül. Anita eközben elmélyíti a kapcsolatot nagymamájával. |                   |           |
| 31. | 2020. február 21. |           |
| Amanda olyan titkot tud meg, ami megváltoztatja az egész életét. Luciano bejelenti, hogy elköltözik otthonról, hogy a menyasszonyát támogassa. |                   |           |
| 32. | 2020. február 24. |           |
| Brunot nagyon megviseli, hogy Luciano elhagyja a birtokot. Amanda teljesen össze van zavarodva az információ miatt, amit megtudott arról a bizonyos éjszakáról. |                   |           |
| 33. | 2020. február 25. |           |
| Amanda ismét a kezébe veszi az irányítást, hogy megbosszulja, amit vele tettek. Gloria bevallja Claudionak, hogy összejött az ügyvédjével. |                   |           |
| 34. | 2020. február 26. |           |
| Amanda lelepleződik Josefina előtt, ám a lány megfenyegeti, hogy mindent elmond Lucianonak, ha nem szakít vele. Claudio vállalatirányítási módszere nem tetszik a fivéreinek, kivéve Matheot, aki azonban még mindig Melisa után epekedik.                                               |                   |           |
| 35. | 2020. február 27. |           |
| Luciano és Josefina összekötik az életüket. Amanda közbeavatkozik, amikor meglátja, hogy Mateo és Melisa közel kerülnek egymáshoz. Édesanyja azt javasolja, mondja el Melisának az igazat a kilétéről.                                                                                   |                   |           |
| 36. | 2020. február 28. |           |
| Victor vitába száll Claudióval, amikor látja, hogy veszekszik a munkásaival. Amanda ügyes hazugsággal áll elő Mateonak. Josefina majdnem szakít Lucianoval, de aztán meggondolja magát.                                                                                                  |                   |           |
| 37. | 2020. március 02. |           |
| Gloria úgy dönt, hogy szembeszáll Claudioval, és a fenyegetése ellenére szerelmével tölti az éjszakát. Victor a történtek után nem akarja elhagyni a birtokot, ezért arra kéri Amandát, hogy egyedül utazzon el, mire a lány Luciano legnagyobb döbbenetére felmond.                     |                   |           |
| 38. | 2020. március 03. |           |
| Gloria és Claudio között óriási konfliktus alakul ki, amikor a nő elmondja, hogy lefeküdt Juan Joséval. Amanda, Luciano hatására úgy dönt, hogy még egy hónapig a Santa Cruz birtokon marad.                                                                                             |                   |           |
| 39. | 2020. március 04. |           |
| Luciano egy titokzatos idegennek köszönhetően rájön, hogy Claudio már régóta tudott a csalásról, amely lesújtott a Santa Cruz családra. Maeto féltékeny lesz bátyjára egy sikeres üzletkötést követően. Juvenal egy kicsit többet iszik a kelleténél és énekelni kezd egy étteremben.    |                   |           |
| 40. | 2020. március 05. |           |
| Juvenal munkát vállal egy étteremben, mint énekes. Claudio lebukik a testvérei előtt, ám bizonyítékok nélkül még mindig ő áll nyerésre. Melissa és Mateo egyre több időt töltenek együtt.                                                                                                |                   |           |
| 41. | 2020. március 06. |           |
| Amandát felismeri egy részeg férfi az étteremben és mindenki előtt Margaritanak szólítja. Claudio rájön Mateo és Melissa viszonyára és egyből fegyverként használja fel az információt a testvére felé.                                                                                  |                   |           |
| 42. | 2020. március 09. |           |
| Victor elmegy, hogy kiderítse, mit tud a részeges férfi Amanda kilétéről, ám Mateo is megjelenik. Luciano ismét Amandával osztja meg a titkait és félelmeit. |                   |           |
| 43. | 2020. március 10. |           |
| Jolanda sejteni kezdi, hogy Mateo és Melissa között több van, mint barátság és meg is osztja férjével az aggodalmát. Celeste vallomást tesz Gloria előtt a Bruno, Leo és a közte zajló szerelmi háromszögről.                                                                            |                   |           |
| 44. | 2020. március 11. |           |
| Amanda ellátogat Josefina lakására és arra kényszeríti, hogy kérje meg édesapját egy videóüzenet rögzítésére. Mateo és Melisa kapcsolata nagyon aggasztja Elcira-t és Amandával osztja meg az aggodalmait.                                                                               |                   |           |
| 45. | 2020. március 12. |           |
| Juvenal elszólja magát Victor előtt Mateo és Melisa kapcsolatáról. Megérkeznek az ügyfelek, akikkel Claudio üzletet kívánt kötni, ám időközben elért hozzájuk az Amanda által kért videóüzenet. Mateo szorgalmazza, hogy mondják el az édesanyjuknak a történteket.                      |                   |           |
| 46. | 2020. március 13. |           |
| Josefina elárulja Lucianonak, hogy az ő kérésére leplezte le az apja Claudiot a megrendelők előtt. Gloria és Claudio együtt töltik az éjszakát, miközben a Santa Cruz birtokon Amanda újabb terve beteljesülni látszik.                                                                  |                   |           |
| 47. | 2020. március 16. |           |
| Celeste nagyon meglepődik amikor reggel Gloria ágyában találja sógorát. Mateo teljesen összezuhan miután édesanyja eltiltja őt szerelmétől. Luciano is tudomást szerez öccse és Melisa kapcsolatáról.                                                                                    |                   |           |
| 48. | 2020. március 17. |           |
| Mateo megfenyegeti Claudiot és kiderül, hogy végig tudott a viszonyáról Josefinával. Leo szerelmet vall Celestenek, ám a lány még nem áll készen egy komoly kapcsolatra. |                   |           |
| 49. | 2020. március 18. |           |
| Melisa megkezdi a munkát Gloria házában, ám a titkot többen tudják, mint kellene. Amanda ígéretet tesz Lucianonak, hogy megpróbálja jobb belátásra bírni az édesanyját Josefinát illetően.                                                                                               |                   |           |
| 50. | 2020. március 19. |           |
| Claudio visszaköltözik a családjához, Celeste legnagyobb meglepetésére. Catelina, Amanda javaslatára ad még egy esélyt Lucianonak és Josefinának. |                   |           |
| 51. | 2020. március 20. |           |
| Miután Victor ismét a pohár után nyúl, Juvenal és Jolanda is Amandát hibáztatja. Bruno kitálal édesanyjának a titkokról, amiket már hosszú ideje hordoz magában. |                   |           |
| 52. | 2020. március 23. |           |
| Juvenal dalszerzésre adja a fejét és egy szenvedélyes szöveget ír, melyet Elcira egyből magáénak érez. Claudio megtiltja feleségének, hogy barátkozotton Josefinával. |                   |           |
| 53. | 2020. március 24. |           |
| Az egész család együtt ünnepli a néhai Bernardo születésnapját. Victor részegen jelenetet akar rendezni, ám Amanda lenyugtatja őt. Bruno megtudja, hogy a lány akit évekkel ezelőtt megerőszakoltak Victor barátnője volt.                                                               |                   |           |
| 54. | 2020. március 25. |           |
| Mateot aggasztja, hogy milyen titkot tudhat róla és testvéreiről Victor. Amanda és Luciano, meghitt beszélgetését megzavarja a továbbra is gyanakvó Josefina megjelenése. Gloria ismét megbocsát Claudionak.                                                                             |                   |           |
| 55. | 2020. március 26. |           |
| Josefina sikeres tárgyalást folytat le a megrendelőkkel, ám követeléseik között szerepel, hogy a továbbiakban is csak vele hajlandók tárgyalni. Bruno úgy dönt, hogy elhagyja a birtokot ám ehhez pénzt kell szereznie. Amanda édesanyja váratlanul megjelenik és kérdőre vonja Victort. |                   |           |
| 56. | 2020. március 27. |           |
| Miután Claudio meggyőzi feleségét, hogy Josefina áll az egész átverés mögött, Gloria kidobja a nőt a házból. Celeste úgy dönt, hogy elutazik Brunoval. Amanda Catelina asszonnyal beszéli meg a problémáit.                                                                              |                   |           |
| 57. | 2020. március 30. |           |
| Amanda édesanyja jelenetet rendez Catelina előtt. Josefina és Luciano úgy döntenek, hogy visszaköltöznek a birtokra és közös otthont építenek. |                   |           |
| 58. | 2020. március 31. |           |
| Amanda egy hazugsággal kimenti magát Josefina előtt, de a nő nem bízik benne, ezért nyomozni kezd. Catelina asszony bevallja Amandának hogy szerelmes Céspedes doktorba, ám Mateo is tudomást szerez anyja viszonyáról és dühösen letámadja a lányt.                                     |                   |           |
| 59. | 2020. április 01. |           |
| Amanda nem várt szövetségest talál Josefina személyében. Közösen próbálják elérni, hogy Claudio kudarcot valljon a vállalat vezetésében. Melisa és Mateo beteljesítik a szerelmüket. |                   |           |
| 60. | 2020. április 02. |           |
| Josefina és Amanda szövetségének hála, ismét Luciano lesz a cég igazgatója. Anita találkozik azzal a férfival aki hónapokkal ezelőtt drogot adott neki a szüreti mulatságon és később a lány, Bruno segítségét kéri, tiltott szerekkel kapcsolatban.                                     |                   |           |
| 61. | 2020. április 03. |           |
| Amanda segít Anitának készülődni egy születésnapi eseményre, ám nem csak külső de lelki tanácsokkal is ellátja őt. Bruno ismét helyet kap a vállalkozásban, ám visszautasítja a Celestevel való kapcsolata miatt.                                                                        |                   |           |